# Рим (сериал)
Рим (на английски: Rome) е британско-американски исторически драматичен телевизионен сериал.
Двата му сезона са пуснати през 2005 и 2007 г. и са издадени на DVD. Сюжетът на Рим протича във времето на късната Римска република и проследява трансформирането ѝ в империя. Сериалът започва с завоюването на Галия от Юлий Цезар и първият сезон завършва с убийството на Цезар, последвано от издигането на първия император Октавиан Август.
Сюжетът се върти около двамата войници Луций Ворен и Тит Пулон, които се намират свързани с ключови исторически събития. Рим е рейтингов успех за HBO и BBC. Сериалът получава много медийно внимание от самото начало и е почетен с много награди и номинации за двата си сезона. Сериалът е сниман на много места, но най-вече в студиата Cinecittà в Италия.

## Сюжет
Сериалът предимно описва животите и делата на богатите, могъщите и исторически значимите, но също се съсредоточава върху животите, семействата и приятелствата на двама обикновени мъже: Луций Ворен и Тит Пулон, двама римски войници, споменати исторически в Commentarii de Bello Gallico на Цезар. Ворен и Пулон успяват да наблюдават и често да повлияват на много от историческите събития, представени в сериала. Не всички събития обаче са достоверни.
Първият сезон описва гражданската война от 49 г. пр. Хр. срещу традиционната консервативна фракция в Римския сенат (оптимати), последвалото му издигане до абсолютна диктатура над Рим и крайното му падение, обхващайки времевия период от края на неговите Галски войни (52 г. пр. Хр. или 701 ab urbe condita) до убийството му на 15 март 44 г. пр. Хр. (прословутите Ides). На фона на тези катаклизмени събития, ние виждаме също ранните години на младия Октавиан, чиято съдба е да стане първия император на Рим, Октавиан Август. Вторият сезон описва борбата за надмощие между Октавиан и Марк Антоний след убийството на Цезар, обхващайки периода от смъртта на Цезар през 44 г. пр. Хр. До крайната победа на Октавиан над Антоний при нос Акций през 31 г. пр. Хр.

## Актьорски състав
- Кевин Маккид като Луций Ворен (1 и 2 сезон) – Твърд, традиционен римски легионер, който се бори да балансира личните си разбирания, дълга си пред висшестоящите и нуждите на своето семейство и приятели. Основата за този герой е историческият войник със същото име, който се споменава за кратко в De Bello Gallico 5.44 на Цезар.
- Рей Стивънсън като Тит Пулон (1 и 2 сезон) – Приятелски настроен, духовит, предизвикателен войник с морала на пират, апетитите на хедонист и пълна липса на лична отговорност, който открива скрити идеали и честност у себе си. Основата за този герой също идва от De Bello Gallico 5.44 и Commentarii de Bello Civili 3.67 на Цезар.
- Кийрън Хайндс като Юлий Цезар (1 сезон основен, 2 сезон епизодичен) – Цезар е амбициозен, но неговите цели и мотиви често се държат неясни, за да се усложнява сюжета и да се подлагат на изпитание личните преданости на другите герои. Той се представя като реформатор, който застава на страната на плебеите, въпреки че самият той е патриций. Той също е милостив към победените врагове, искрено разстроен от смъртта им и облекчен от желанието им да склюат мир, където един по-отмъстителен човек просто би ги убил.
- Кенет Кранхам като Помпей Велики (1 сезон) – легендарен пълководец, отминал най-доброто си време, който се опитва да възстанови славата на младостта си, както и да направи онова, което е правилно за републиката. Истинският Гней Помпей е римски военачалник и политик, който е толкова амбициозен, колкото и Цезар и също толкова нетрадиционен в младостта си. Той избира да се съюзи с оптиматите, противопоставяйки се на Цезар и подкрепяйки традиционната Римска република.
- Поли Уокър като Ация от Юлиевия род (1 и 2 сезон) – Племенницата на Юлий Цезар и майка на Октавиан Август и Октавия. Тя е изобразена като весело неморална и опортюнистина манипулаторка. Нейните семейни връзки и сексуални връзки са я довели до контакт с някои от най-могъщите личности в Рим, правейки я много влиятелен член на римското общество.
- Джеймс Пюърфой като Марк Антоний (1 и 2 сезон) – много популярен и хитър римски военачалник и политик и близък поддръжник на Юлий Цезар в 1 сезон. Във 2 сезон той се бие срещу жадния за власт Октавиан.
- Тобиас Мензис като Марк Юний Брут (1 и 2 сезон) – изобразен като младеж, разкъсван от това, което счита за правилно и личната му преданост и любов към мъж, който му е бил като баща. Истинският Марк Брут и най-известният от убийците на Цезар и една от ключовите фигури в гражданската война, която следва убийството.
- Линдзи Дънкан като Сервилия от Юниевия род (1 и 2 сезон) – Майката на Марк Юний Брут, любовница на оженения Юлий Цезар и враг на Ация от рода на Юлиите. Сервилия е изобразена като изтънчена и царствена римска матрона, която следва сърцето си в своя вреда, предадена от любовта, и жадна за отмъщение. Тя бавно става толкова жестока, колкото и онези, които ще унищожи. Сервилия е базирана на историческата Сервилия Цепиона, майка на Марк Брут и известна любовница на Юлий Цезар.
- Индира Варма като Ниоба (1 сезон, 2 сезон епизодично) – красива жена, предана на семейството си. Ниоба е горда плебейка от голям клан. След като се жени за Луций Ворен и му ражда две дъщери, тя е самотен родител, след като той отива на война.
- Макс Пъркис (1 и началото на 2 сезон) и Саймън Уудс (2 сезон) като Гай Октавиан – изобразен като проницателен, макар и донякъде студен младеж, с разбиране за света, хората, философията и политиката, което далеч надвишава годините му. Въпреки това той е много жаден за власт и използва постиженията на други, с които е свързан, за да напредва в собствената си политическа кариера.
- Никълъс Уудсън като Поска (1 и 2 сезон) – гръцки роб на Юлий Цезар, който му е приятел и довереник в повечето лични и професионални неща. Като роб той рядко получава признание, но изглежда, че много от по-простите и елегантни решения на проблемите на Цезар идват от ума на Поска. Поска е освободен и му се дава пенсия в завещанието на Цезар в началото на втория сезон. Той дава поддръжката си на Антоний в по-късни епизоди, но по-късно стратегически взема страната на Октавиан.
- Кери Кондън като Октавия от Юлиевия род (1 и 2 сезон) – Героинята е основана на сестрата на римския император Октавиан Август Октавия Младша, родена в едно от най-могъщите римски семейства – Юлиите. Във 2 сезон тя се омъжва за Марк Антоний, а в действителност тя се омъжва за Антоний (овдовял) през 40 г. пр. Хр. като част от договора от Брундизий, след като ѝ е наредено от Сената да изостави задължителния десетмесечен срок на вдовство след смъртта на първия ѝ съпруг Клавдий Марцел.
- Карл Джонсън като Порций Катон (1 сезон) – краен традиционалист, срещу политическото и социално разложение и корав поддръжник на Римската република. Истинският Катон Млади е римски оратор, автор и политик, който се самоубива, за да избегне живот под тиранията на Цезар.
- Дейвид Бамбър като Марк Тулий Цицерон (1 и 2 сезон) – умерен политик учен, който има за предизвикателство да се опита да спаси републиката от амбициите на различните герои във филма. Истинският Цицерон е римски политик, писател и оратор.
- Лий Бордман като Тимон (1 и 2 сезон) – римски евреин, описван като „нает меч“ – от телохранител до убиец – за Ация от Юлиевия род, от която той е доста склонен да приеме тялото ѝ наместо пари.
- Алън Лийч като Марк Агрипа (2 сезон) – водещият генерал и дясна ръка на Октавиан Август. Агрипа е искрен и скромен, в рязък контраст с връстниците си. Агрипа е влюбен в сестрата на Октавиан – Октавия, но двамата пазят връзката си в тайна, тъй като се притесняват от скромното потекло на генерала.